# Покровський Никифор Федорович
Ники́фор Фе́дорович Покро́вський (1779—1838) — діяч системи освіти Російської імперії.

## Біографія
Походив з духовного звання, народився у 1779 році. Навчався в Астраханській духовній семінарії. З 1 вересня 1795 року працював там учителем нижнього латинського класу, а з 1 вересня 1796 по 1 вересня 1798 року — латинського синтаксичного. Вступив до Московського університету. Вивчаючи університетський курс, у 1800 році був нагороджений срібною медаллю, а у 1801 році отримав золоту медаль. З 6 листопада 1800 по 30 квітня 1803 року Покровський займав учительську посаду в званні репетитора у благородному пансіоні при Московському університеті. Після закінчення університету в 1803 році вступив на службу столоначальником до Департаменту Міністра військових морських сил, де виконував різноманітні доручення, що «вимагали особливих навичок і знань». 
31 грудня 1808 року здобув чин колезького асесора. 17 лютого 1810 року призначений директором училищ Ярославської губернії та очолив Ярославську гімназію.  За словами історика Ярославської гімназії, Покровський «стільки ж добре розумів педагогічні потреби ввірених йому навчальних закладів, скільки був надзвичайно діяльний в адміністративних справах і в своєчасному вживанні навчально-виховних заходів; він мав особливу довіру вищого начальства і повну повагу місцевої адміністрації та суспільства, перебуваючи, між іншим, майже в дружніх стосунках з тодішнім попечителем округу П. І. Голенищеву-Кутузову».
У червні 1817 року Н. Ф. Покровський був призначений начальником 4-го відділення Департаменту духовних справ Міністерства духовних справ та народної освіти (під керівництвом О. О. Голіцина), у 1825 році обіймав ту саму посаду в 3-му відділенні Департаменту; у 1820-х роках був спершу помічником, а потім правителем справ (після відходу О. І. Тургенєва) в Раді Жіночого патріотичного товариства. 
З 7 червня 1829 року Покровський мав чин дійсного статського радника і у 1832 році був призначений першим попечителем Одеської учбової округи. За його попечительства відбулися значні зміни структури Рішельєвського ліцею. 
У 1837 році пішов у відставку з чином таємного радника. 
Помер в Криму у 1838 році, незадовго до своєї смерті одружився з Суковою, колишньою директоркою Одеського інституту. 